# Kovali, Korosten
Kovali (în ucraineană Ковалі) este localitatea de reședință a comunei Kovali din raionul Korosten, regiunea Jîtomîr, Ucraina.
Localitatea face parte din regiunea istorică Volânia, iar după tratatul de pace de la Riga din 1921 a devenit parte a Uniunii Sovietice.

## Demografie
Componența lingvistică a localității Kovali
     Ucraineană (98,86%)
     Rusă (1,14%)
Conform recensământului din 2001, majoritatea populației localității Kovali era vorbitoare de ucraineană (98,86%), existând în minoritate și vorbitori de rusă (1,14%).